# Omar Charef
Omar Charef (19 febbraio 1981) è un calciatore marocchino, di ruolo portiere.

## Carriera

### Nazionale
Nel 2004 ha partecipato, insieme alla selezione marocchina, ai Giochi della XXVIII Olimpiade ad Atene.